# Pselaphodes cuonaus
Pselaphodes cuonaus – gatunek chrząszcza z rodziny kusakowatych i podrodziny marników. Występuje endemicznie w Chinach.
Gatunek ten opisali po raz pierwszy w 2011 roku Yin Ziwei, Li Lizhen i Zhao Meijun na łamach Annales Zoologici. Jako miejsce typowe wskazano Le Xiang w powiecie Cuona w Tybecie. Epitet gatunkowy pochodzi od miejsca typowego.
Chrząszcz ten osiąga 3,54 mm długości i 1,27 mm szerokości ciała. Ubarwienie ma rudobrązowe. Głowa jest dłuższa niż szeroka. Oczy złożone buduje u samca około 40 omatidiów. Czułki buduje jedenaście członów, z których trzy ostatnie są powiększone, a u samca człony dziewiąty i dziesiąty są silnie zmodyfikowane. Przedplecze jest tak długie jak szerokie, o niekanciastych krawędziach przednio-bocznych. Pokrywy są szersze niż dłuższe. Zapiersie (metawentryt) u samców ma wyraźnie długie wyrostki. Krętarze i uda odnóży przedniej pary oraz krętarze odnóży środkowej pary są wyciągnięte dobrzusznie. Odwłok jest duży.
Owad ten jest endemitem Chin, znanym tylko z miejsca typowego w Tybecie. Spotykany był na wysokości 2400 m n.p.m.